# Mister Supranacional 2016
Mister Supranacional 2016 fue la 1.ª edición del certamen Mister Supranacional, correspondiente al año 2016, se realizó el 3 de diciembre en el Centro Municipal de Recreación y Deportes (MOSIR), en la ciudad de Krynica-Zdrój, Polonia. Candidatos de 37 países y territorios autónomos compitieron por el título. Al final del evento, Diego Garcy de México, obtuvo el título, siendo el primer ganador del concurso.

## Resultados
| Posiciones                | Candidato |
| ------------------------- | --- |
| Mister Supranacional 2016 | - México — Diego Garcy |
| Primer Finalista          | - Bielorrusia — Sergey Bindalov |
| Segundo Finalista         | - India — Jitesh Thakur |
| Tercer Finalista          | - Brasil — Bruno Vanin |
| Cuarto Finalista          | - Rumania — Catalin Brinza |
| Semifinalistas (Top 10)   | - Dinamarca — Marcus Jørgensen - Japón — Ricky Wakabayashi - Panamá — Michael Piggott - Polonia — Rafał Jonkisz ∆ - Venezuela — Gustavo Acevedo |
| Cuartofinalistas (Top 20) | - Bélgica — Johnny Gaspart - Eslovaquia — Karol Kotlár - España — Jose De Haro - Filipinas — Ar de la Serna - Francia — Bryan Weber - Malta — Neil Scerri - Puerto Rico — Christian Trenche - Reino Unido — Rex Newmark - República Checa — Jan Pultar - Suecia — Ali Ghafori |

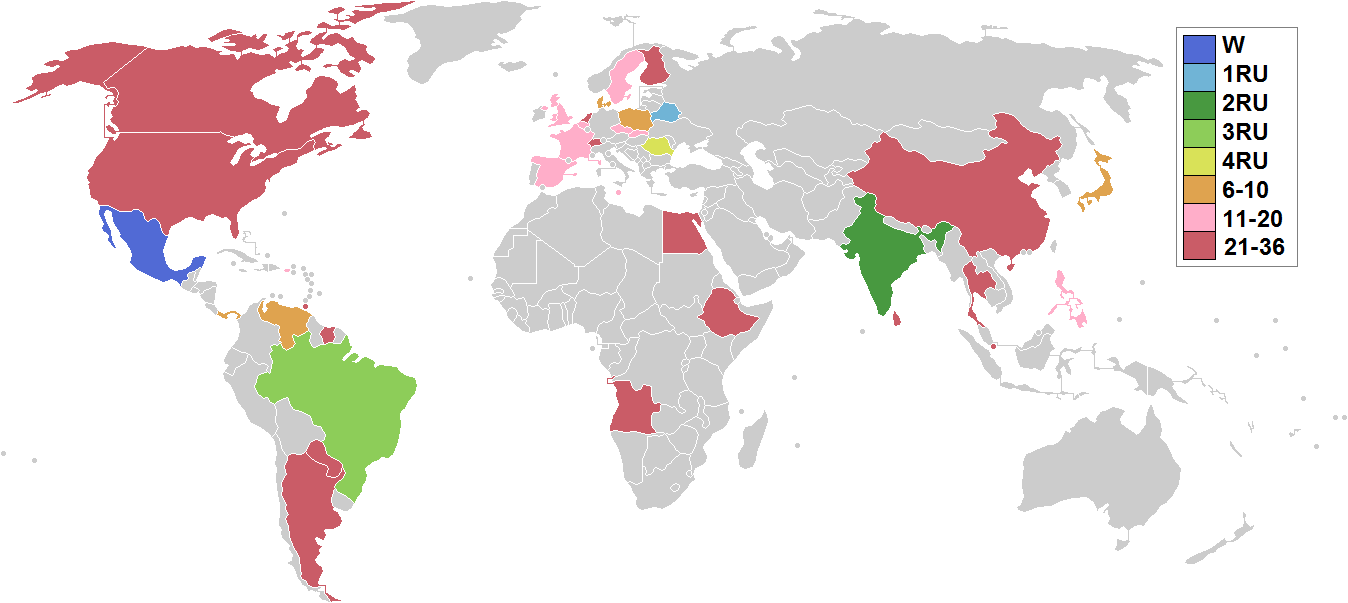
Mapa en el que se muestra las posiciones de las naciones competidoras en esta edición.

- ∆ Votado por el público de todo el mundo vía internet.

### Ganadores Continentales
| Continente | Candidata                       |
| ---------- | ------------------------------- |
| Africa     | - Egipto - Mohamed Medhat       |
| América    | - México - Diego Garcy          |
| Asia       | - India - Jitesh Thakur         |
| Europa     | - Bielorrusia - Sergey Bindalov |
| Oceanía    | - Hawái - Fletcher Barnes       |

## Premios especiales
| Título              | Candidato                    |
| ------------------- | ---------------------------- |
| Mister Elegancia    | - México - Diego Garcy       |
| Mister Físico       | - Bélgica - Johnny Gaspart   |
| Mister Simpatía     | - Suecia - Ali Ghafori       |
| Mister Fotogénico   | - Francia - Bryan Weber      |
| Mister Personalidad | - Eslovaquia - Karol Kotlár  |
| Mister Internet     | - Filipinas - Ar de la Serna |
| Mister Mobstar      | - Polonia - Rafał Jonkisz    |
| Mister Party.pl     | - Polonia - Rafał Jonkisz    |

### Retos
| Título           | Candidato                                                     |
| ---------------- | ------------------------------------------------------------- |
| Reto Top Model   | - India - Jitesh Thakur                                       |
| Reto fotográfico | - Dinamarca - Marcus Jørgensen                                |
| Reto Supra Chef  | - Reino Unido - Rex Newmark                                   |
| Reto de Natación | - Polonia - Rafał Jonkisz                                     |
| Reto a la deriva | - Trinidad y Tobago - Adam Josef                              |
| Reto en general  | - Puerto Rico - Christian Trenche - Reino Unido - Rex Newmark |

## Candidatos
37 países compitieron por el título de Mister Supranacional 2016:
| - Angola - Osvaldo Chaves - Argentina - Matias Ferrario - Bélgica - Johnny Gaspart - Bielorrusia - Arturo Sergey Bindalov - Brasil - Bruno Vanin - Canadá - Matthew Materiale - China - Ximin Gao - Dinamarca - Marcus Jorgensen - Egipto - Eduardo Mohamed Medhat - Eslovaquia - Karol Kotlár - España - José De Haro - Estados Unidos - Walker Barnes - Etiopía - Yohannes Asfaw - Filipinas - Ar de la Serna - Finlandia - Joonas Laajanen - Francia - Bryan Weber - Hawái - Fletcher Barnes - India - Jitesh Thakur | - Japón - Ricky Wakabayashi - Malta - Jordan Neil Scerri - México - Diego Garcy - Países Bajos - Alexandre Rico Mallee - Panamá - Javier Piggott - Paraguay - Michael Kuhnen - Perú - Álvaro Paz-López - Polonia - Rafał Jonkisz - Puerto Rico - Christian Trenche - Reino Unido - Rex Newmark - República Checa - Jan Pultar - Rumania - Catalin Brinza - Sri Lanka - Fernando Shan - Suecia - Ali Ghafori - Suiza - Fabio Reguengo - Surinam - Roch Kioe-A-Sen - Tailandia - Rome Panupong Wantamart - Trinidad y Tobago - Adam Joseph - Venezuela - Gustavo Acevedo |

## Sobre los países en Mister Supranacional 2016

### Naciones debutantes[6]
- Angola
- Argentina
- Bélgica
- Bielorrusia
- Brasil
- Canadá
- China
- Dinamarca
- Egipto
- Eslovaquia
- España
- Estados Unidos
- Etiopía
- Filipinas
- Finlandia
- Francia
- Hawái
- India
- Japón
- Malta
- México
- Países Bajos
- Panamá
- Paraguay
- Perú
- Polonia
- Puerto Rico
- Reino Unido
- República Checa
- Rumania
- Sri Lanka
- Suecia
- Suiza
- Surinam
- Tailandia
- Trinidad y Tobago
- Venezuela